# كيم سون يونغ
كيم سون يونغ (بالكورية: 김선영)‏ هي ممثلة كورية جنوبية من مواليد 17 أبريل 1980.

## الأعمال

### مسلسلات
| السنة | العنوان             | الدور         |
| ----- | ------------------- | ------------- |
| 2016  | أرجوك عد أيها السيد | موظفة في متجر |

## روابط خارجية
- كيم سون يونغ على موقع IMDb (الإنجليزية)
- كيم سون يونغ على موقع قاعدة بيانات الفيلم (الإنجليزية)